# Bodtjärnen (Tännäs socken, Härjedalen)
Bodtjärnen är en sjö i Härjedalens kommun i Härjedalen och ingår i Glommas huvudavrinningsområde. Sjön har en area på 0,403 kvadratkilometer och ligger 953,5 meter över havet.

## Delavrinningsområde
Bodtjärnen ingår i det delavrinningsområde (694184-131012) som SMHI kallar för Utloppet av Bodtjärnen. Medelhöjden är 1 083 meter över havet och ytan är 6,21 kvadratkilometer. Räknas de 2 avrinningsområdena uppströms in blir den ackumulerade arean 15,71 kvadratkilometer. Avrinningsområdets utflöde Fjellborga mynnar i havet. Avrinningsområdet består mestadels av öppen mark (47 procent) och kalfjäll (46 procent). Avrinningsområdet har 0,42 kvadratkilometer vattenytor vilket ger det en sjöprocent på 6,7 procent.